# Storkarna
Storkarna (originaltitel: Storks) är en amerikansk digital animeringsfilm av äventyrs- och komedigenrer regisserad av Nicholas Stoller och Doug Sweetland. Filmen släpptes den 23 september 2016.

## Handling
De storkar som för länge sedan skickade barn till föräldrar över hela världen bor på Stork Mountain. Nu distribuerar de försändelserna  från ett globalt internetföretag. Junior, företagets bästa leveransstork, håller på att få en befordran, men aktiverar av misstag babyproduktionsmaskinen och resultatet är ett bedårande olagligt barn. För att förhindra att deras chef får reda på vad som hänt, skyndar sig Junior och hans vän Tulip, den enda människan på Stork Mountain, att leverera barnet på en vild resa som påverkar integriteten hos mer än en familj. Därefter  återgår de till det verkliga uppdraget för världens storkar.